# Amphitrite ramosa
Amphitrite ramosa är en ringmaskart som beskrevs av Risso 1826. Amphitrite ramosa ingår i släktet Amphitrite och familjen Terebellidae. Inga underarter finns listade i Catalogue of Life.